# Thomas Askebrand

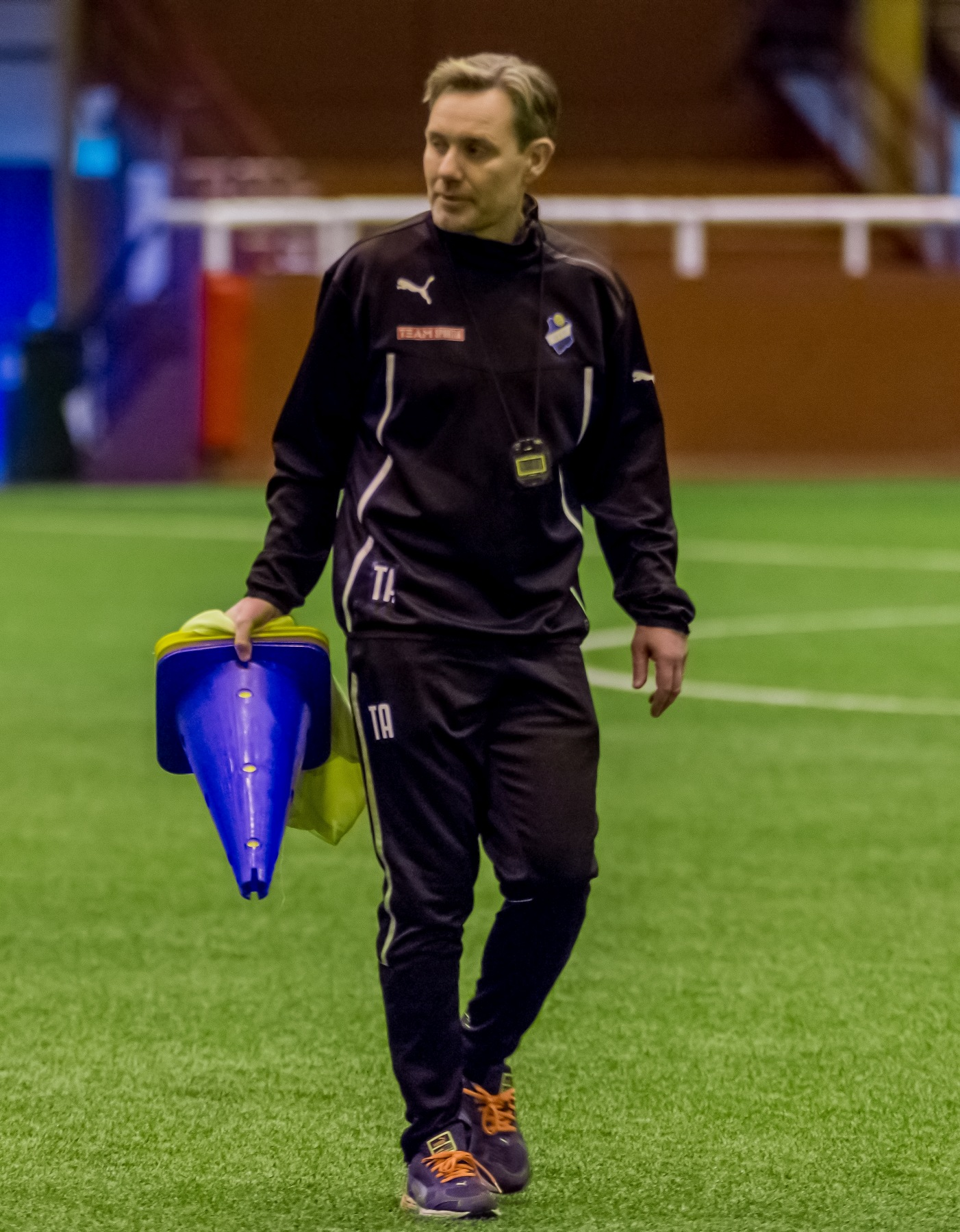
Thomas Askebrand (2015)

Thomas Askebrand (* 23. Januar 1969 in Åsa als Thomas Johansson) ist ein schwedischer Fußballtrainer und -funktionär.

## Werdegang
Als Spieler lief Askebrand acht Spielzeiten für Åsa IF in der seinerzeitigen drittklassigen Division 2 auf. Nach mehreren Knieoperationen beendete er frühzeitig seine aktive Laufbahn und trainierte zunächst mit Hanhals BK, Bua IF und Lerkils IF diverse Amateurvereine.
Nach einem Jahr als Trainerassistent beim Göteborger Verein Västra Frölunda IF in der Zweitliga-Spielzeit 2005 kehrte er zunächst zu Lerkils IF zurück. Nach der Fünftligameisterschaft 2007 übernahm er als Nachfolger von Stig Kristensson das Cheftraineramt beim Zweitligisten Falkenbergs FF, der sich unter seiner Leitung im mittleren Tabellenbereich der Superettan etablierte. Hatte der Klub in seinen ersten vier Spielzeiten nie schlechter als auf dem siebten Tabellenplatz abgeschlossen, rutschte die Mannschaft um Stefan Rodevåg, Victor Sköld und Anton Wede in den Abstiegskampf und beendet die Saison 2012 letztlich auf dem Relegationsplatz. Nach einem 0:0-Remis im Hinspiel beim BK Forward setzte sich der Klub dank Toren von Zlatan Krizanovic und Johan Svahn mit einem 2:1-Rückspielerfolg durch und hielt die Klasse.
Nach Saisonende verließ Askebrand Falkenbergs FF, wo er an Hans Eklund übergab, und übernahm den Trainerposten beim Göteborger Erstligaabsteiger GAIS. Den Klub führte er in seiner ersten Spielzeit auf den siebten Tabellenplatz. Nachdem der Klub in der Spielzeit 2014 mit lediglich acht Punkten aus den ersten neun Spielen gestartet war und zu diesem Zeitpunkt auf einem Relegationsplatz zur drittklassigen Division 1 stand, trennte sich der Klub Ende Mai von Askebrand und bestimmte dessen Assistenten Kjell Pettersson zum interimistischen Nachfolger.
Im Dezember 2014 wurde Askebrand als neuer Cheftrainer vom Zweitligaabsteiger Östers IF verpflichtet, gemeinsam mit Assistent Karl-Gunnar Björklund unterzeichnete er einen Drei-Jahres-Kontrakt mit Option auf Verlängerung. Als Tabellendritter der Südstaffel in der Spielzeit 2015 verpasste er mit der Mannschaft den direkten Wiederaufstieg, führte aber den Klub in der Spielzeit 2016 zum Staffelsieg und damit zur Zweitligarückkehr. In der Zweitliga-Saison 2017 stand er mit dem Klub zeitweise im Aufstiegsrennen zur Allsvenskan, mit vier Punkten Rückstand auf den von Trelleborgs FF belegten Barrageplatz belegte der Verein den fünften Platz im Endklassement. Bereits kurz vor Saisonende verkündete er jedoch seinen Abschied nach dem letzten Spieltag.
Im November 2017 verkündete der Göteborger Traditionsverein Örgryte IS die Verpflichtung Askebrands als neuen Cheftrainer für die folgenden zwei Jahre, dem der vormalige ÖIS-Spieler Sören Börjesson als Assistent zur Seite gestellt wurde. Hatte der Klub im Vorjahr erst in der Verlängerung der Relegation den Klassenerhalt geschafft, spielte er unter dem neuen Trainer in der Zweitliga-Spielzeit 2018 um den Aufstieg in die schwedische Eliteklasse. Mit einem siebten Platz in der folgenden Spielzeit verließ er den Verein mit Auslaufen seines Kontrakts und wurde vom Ligakonkurrenten Västerås SK als neuer Trainer vorgestellt. Im Laufe der Spielzeit 2021 rutschte er mit dem Klub in den Abstiegskampf. Anfang August trennte sich der Klub daraufhin von ihm und bestimmte seinen bisherigen Assistenten Kalle Karlsson zum Nachfolger.
Zum 1. September 2022 übernahm Askebrand den Posten des Sportchefs beim Erstligisten Varbergs BoIS. Ab Juli 2023 unterstütze er den kurz zuvor zunächst interimistisch als Übungsleiter installierten Martin Skogman formal als Inhaber der UEFA-Pro-Lizenz bis zum Ende der Spielzeit 2023. Nach dem Abstieg in die Superettan übernahm Tobias Linderoth den Trainerposten und Askebrand fokussierte sich wieder auf seine ursprüngliche Rolle. 